# 源義基
源 義基（みなもと の よしもと、生年不詳 - 治承4年（1180年））は、平安時代末期の河内源氏の武将。従五位下。源義家の六男・義時（陸奥六郎義時、陸奥五郎とも）の三男。義兼、頼隆、義宗、義信の父。

## 経歴
下総権守、武蔵権守を歴任。河内源氏の祖の源頼信以来の河内国石川荘（大阪府羽曳野市）に拠って石川を苗字とした。
治承4年（1180年）冬、以仁王の令旨を受けて全国の源氏勢が蜂起する中、河内源氏のかつて本拠地の河内石川の源氏の存在を危険視した平清盛は、策略を用いて義基ら石川源氏の主力を鳥羽（京都市伏見区）まで誘い出し、一気に包囲して殲滅させた。
この際、老齢の義基も先頭に立って戦ったが、武運つたなく討ち死にした。義基の子の源義兼は、石川源氏の棟梁として源平合戦を戦う。
後世、その子孫は石川氏として存続する。